# Монштаб
Монштаб (њем. Monstab) општина је у њемачкој савезној држави Тирингија. Једно је од 40 општинских средишта округа Алтенбургер Ланд. Према процјени из 2010. у општини је живјело 496 становника. Посједује регионалну шифру (AGS) 16077034.

## Географски и демографски подаци
Монштаб се налази у савезној држави Тирингија у округу Алтенбургер Ланд. Општина се налази на надморској висини од 195 метара. Површина општине износи 5,7 km². У самом мјесту је, према процјени из 2010. године, живјело 496 становника. Просјечна густина становништва износи 88 становника/km².